# 女強人 (漫畫)
《女強人》（日语：プライド）是万里村奈加創作的日本漫畫。故事內容描述主角辻千香子在其母被父親逼死後，如何奮發向上、自立自強。於1989年至1991年間在雜誌《mimi》連載，單行本全5冊。本作為1990年第14屆講談社漫畫賞少女部門得獎作。

## 故事簡介
地產大亨辻輝樹叱吒政經界，卻有一個煩惱，就是結婚15年還未有子嗣。當辻輝樹知道情人宏子懷孕，立刻假造醜聞逼迫原配離婚，另娶宏子，但宏子所生下的並不是丈夫期待已久的兒子，而是一個健康的女兒千香子。千香子4歲時，辻輝樹的新情人奈緒子懷孕。辻輝樹打算如4年前一般逼迫宏子離婚，宏子洞悉了丈夫想法，性格剛烈的她割腕自盡。奈緒子與辻輝樹結婚後生下兒子真也。
隨著時間過去，千香子成長為優秀又善良的少女，而弟弟真也因天生體弱多病，學業顯得略遜千香子，重男輕女的父親輝樹對此大為不滿，對千香子冷嘲熱諷，又替真也聘請家教。雖千香子姊弟受父親處處挑撥，但兩人依然相處融洽，家教清原謙二郎也不時鼓勵千香子。千香子為使父親刮目相看，努力考取國立大學，未料辻輝樹為了打擊女兒，竟捐款予她報考的大學並謊稱千香子是靠父親的捐款才被錄取，千香子得知父親種種行跡，為擺脫其糾纏出走至美國。
千香子在美國得到清原的學姊山根明幫助報考波士頓大學，山根明的丈夫山根努是一名記者，在某次機緣之下，千香子幫受傷的山根努送新聞錄影給電視台，得到了啟發。4年後，學成歸國、欲成為報導記者的千香子四處應徵電視台卻不斷碰壁，她最後在外包電視台業務的製作公司找到工作。爾後千香子因報導了銀行搶劫案，得到合作的電視台青睞，成為報導記者。在千香子奮鬥的同時，山根夫婦亦回到日本。山根努長期追蹤政經界弊案，他監視辻輝樹賄絡政界人士時被辻家下屬追趕，因而車禍身亡。眼見友人犧牲，本不欲直接與父親衝突的千香子，決定接替山根努的任務，揭發真相。

## 登場人物

### 主角
辻千香子
地產開發公司老闆辻輝樹與藝妓宏子之女。
生性活潑開朗，自幼被父親冷漠對待。其父發現千香子有志向學後更是想方設法打擊她，不堪其擾的千香子，藉弟弟與清原謙二郎的幫助隱瞞父親，變賣母親遺物出國留學。學成歸國後應徵記者職務卻四處碰壁，暫靠接英文翻譯維生，爾後她因承包翻譯工作用心負責獲翻譯公司賞識，得以在外包電視台節目製作的文化通信公司就職，又因此其契機成為電視台主播。因弟弟真也求情，在發現父親行賄證據後千香子雖將之公布於世，卻趕在警察蒐證前毀掉證據，使父親免於牢獄之災，而千香子亦因此被電視台開除，但她沒有停止努力，終於在其他電視台重新出發，大放異彩。

### 辻家
辻輝樹
地產開發公司老闆，作風強勢，為達目的不擇手段，甚至使用卑鄙的方法與原配離婚。認為自己一手建立起的財富與地位只能由兒子繼承，對千香子的努力不只嗤之以鼻，甚至加以阻礙，但後來中風意識不清時，曾說公司之事拜託要千香子。
辻宏子（比呂菊）
菊乃屋的首席藝妓，後來與辻輝樹結婚，性格剛烈。知道丈夫陰謀策劃逼自己離婚，攤牌表明自己絕不答應，在辻輝樹低頭拜託她離開後自殺身亡。
辻奈緒子
原為辻輝樹的情人，在宏子去世的半年後與辻輝樹結婚，對前妻之女千香子相當和善，卻也無法忤逆丈夫的意思。後來丈夫讓情人登堂入室，她忍無可忍而離家，並出面指控丈夫。但辻輝樹病倒後奈緒子仍然回到他身邊照顧他。
辻真也（日本原文為真治，真也為長鴻版譯名）
辻輝樹與奈緒子之子，天生體弱多病。雖然父親刻意隔離姊弟倆，真也仍與千香子十分親近，並幫助姊姊隱瞞準備出國之事。

### 千香子的友人
清原謙二郎
就讀東大時擔任辻真也的家教，與千香子亦相當友好。幫助千香子出國並隱瞞她的去處，連辻輝樹重金利誘也不透露半分消息。其堅毅及聰明使辻輝樹感到佩服，在辻的要求下，清原成為辻的秘書。
吉竹廣
千香子中學時同校同學，是她成績上的競爭對手，喜歡千香子的開朗與她當朋友，兩人一同念書，後來家中店面被辻輝樹買下而必須搬家轉學。
山根明
清原的學姊，在MIT從事研究工作，與丈夫在美國結婚。
山根努
山根明的丈夫，是一名充滿正義感的攝影記者。

### 新聞界
森山浩明
文化通信公司的製作人，與工藤惠利華交往中。欣賞千香子的看法，並提拔她成為報導記者。
工藤惠利華
大日本電視台的主播，表面上強勢能幹，卻忌妒並排擠千香子。辻輝樹對她的評語是：如果千香子跟她一樣笨的話，不是就很容易對付了嗎。
鈴木
大日本電視台報導部職員，曾擔任部長代理，思想守舊。
石毛
夕日電視台報導部製作人，看到千香子報導銀行搶案後企圖挖角千香子。

## 出版書籍
| 集數 | 講談社        | 講談社                 |
| 集數 | 發售日期      | ISBN                   |
| ---- | ------------- | ---------------------- |
| 1    | 1989年12月8日 | ISBN 978-4-06-170265-3 |
| 2    | 1989年12月8日 | ISBN 978-4-06-170266-0 |
| 3    | 1990年5月10日 | ISBN 978-4-06-170280-6 |
| 4    | 1990年9月10日 | ISBN 978-4-06-170288-2 |
| 5    | 1991年1月10日 | ISBN 978-4-06-170304-9 |